# Frägntjärnen
Frägntjärnen är en sjö i Härjedalens kommun i Härjedalen och ingår i Ljusnans huvudavrinningsområde. Sjön har en area på 0,147 kvadratkilometer och ligger 536,3 meter över havet. Sjön avvattnas av vattendraget Långsån.

## Delavrinningsområde
Frägntjärnen ingår i det delavrinningsområde (691614-144603) som SMHI kallar för Utloppet av Frägntjärnen. Medelhöjden är 542 meter över havet och ytan är 1,08 kvadratkilometer. Det finns inga avrinningsområden uppströms utan avrinningsområdet är högsta punkten. Långsån som avvattnar avrinningsområdet har biflödesordning 3, vilket innebär att vattnet flödar genom totalt 3 vattendrag innan det når havet efter 235 kilometer. Avrinningsområdet består mestadels av skog (72 procent) och sankmarker (14 procent). Avrinningsområdet har 0,15 kvadratkilometer vattenytor vilket ger det en sjöprocent på 13,7 procent.